# اچ‌ام‌ای‌اس بونگاری
اچ‌ام‌ای‌اس بونگاری (به انگلیسی: HMAS Bungaree) یک کشتی است که طول آن ۳۵۷ فوت ۲ اینچ (۱۰۸٫۸۶ متر) می‌باشد. این کشتی در سال ۱۹۳۷ ساخته شد.